# 1487 Boda
1487 Boda eller 1938 WC är en asteroid i huvudbältet, som upptäcktes 17 november 1938 av den tyske astronomen Karl Wilhelm Reinmuth i Heidelberg. Den har fått sitt namn efter den tyske astronomen Karl Boda.
Asteroiden har en diameter på ungefär 25 kilometer och den tillhör asteroidgruppen Themis.